# 2-broom-1-chloorpropaan
2-broom-1-chloorpropaan is een organische verbinding met als brutoformule C3H6BrCl. De stof komt voor als een vaste stof en bezit een chiraal koolstofatoom. In die context wordt de verbinding gebruikt om het enantiomeer scheidend vermogen van een chromatografische methode te bepalen.